# Adelomyrmex minimus
Adelomyrmex minimus é uma espécie de formiga do gênero Adelomyrmex, pertencente à subfamília Myrmicinae. É nativa da Costa Rica. Foi descrita por Fernandez (2003). Foi encontrado apenas um espécime dentro da barriga de um sapo venenoso.